# Bellamya robertsoni
Bellamya robertsoni е вид охлюв от семейство Viviparidae. Видът е застрашен от изчезване.

## Разпространение
Разпространен е в Малави и Мозамбик.